# Ideologia LGBT

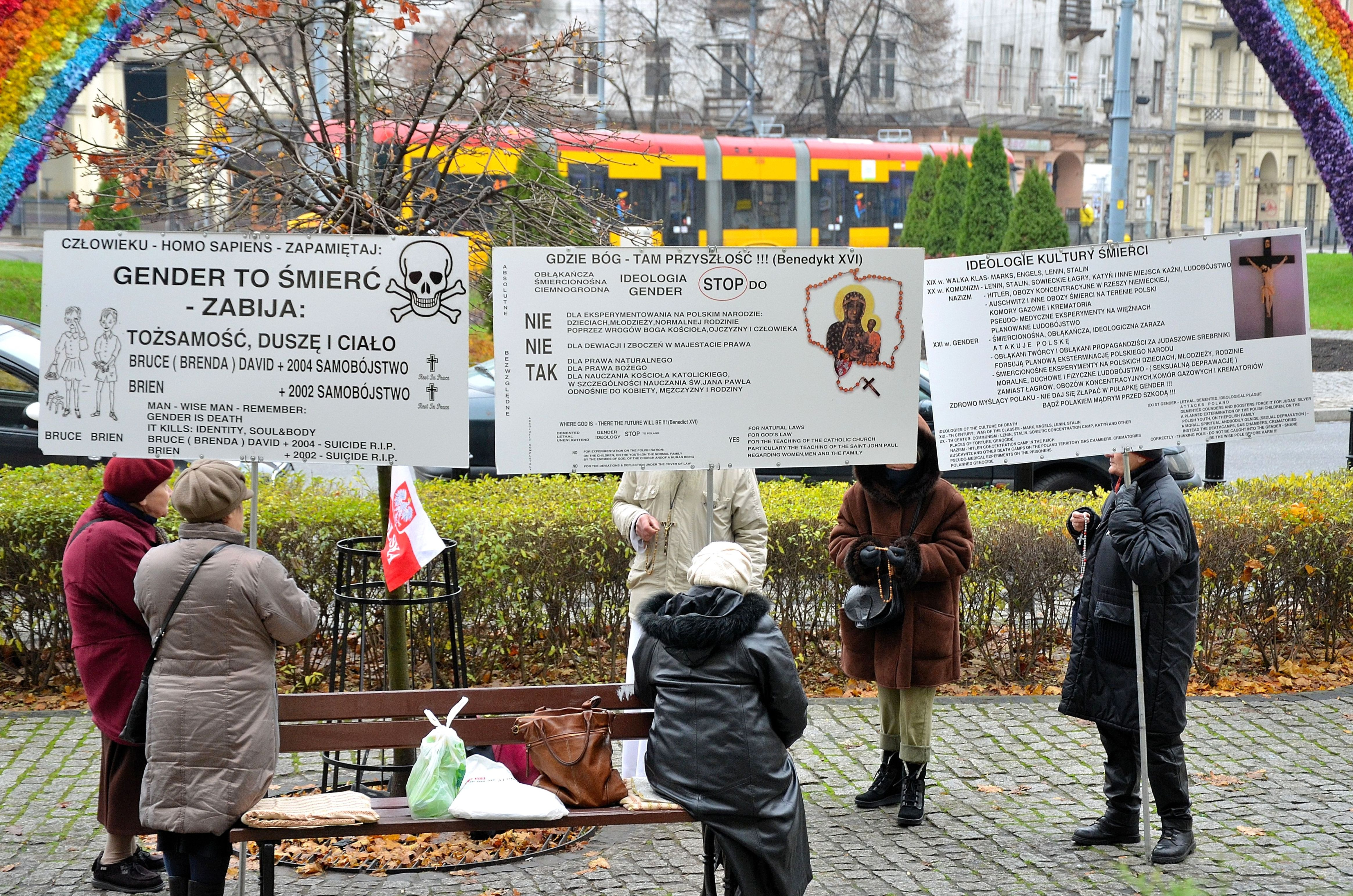
Pikieta przeciwko „ideologii gender” na Placu Zbawiciela w Warszawie

Ideologia LGBT, ideologia gender, rzadziej homoseksualna propaganda, homopropaganda – określenia używane zbiorczo w odniesieniu do szeregu idei emancypacyjnych (równouprawnienia) szeroko pojętych mniejszości seksualnych, osób transpłciowych i innych grup społecznych postrzeganych jako dyskryminowane ze względu na kwestie związane z ich seksualnością (np. queer, osoby interpłciowe, osoby zatrudnione w przemyśle erotycznym etc.).
Określenia ideologia gender czy ideologia LGBT są odrzucane i potępiane przez większość osób o poglądach liberalnych i lewicowych, które postrzegają je jako homofobiczne i nacechowane nietolerancją oraz uprzedzeniami i negatywnymi stereotypami na temat mniejszości seksualnych. Według osób o poglądach prawicowych ideologia LGBT ma być ideologią społeczno-polityczną postulującą radykalną emancypację oraz afirmację mniejszości seksualnych przez szereg kontrowersyjnych zabiegów w zakresie prawnym, ograniczanie wolności słowa pod pretekstem mowy nienawiści, laicyzację społeczeństwa, zabiegi językowe i tym podobne. Oponenci zjawiska nazywanego przez nich ideologią LGBT lub gender uważają te postulaty za nie do przyjęcia ze względu na to, że narusza on ich system moralny oparty na wartościach chrześcijańskich lub konserwatywnych.
Określenie ideologia gender pojawiło się w kręgach amerykańskiej chrześcijańskiej prawicy w latach 90. XX wieku w odniesieniu do kontrowersyjnych eksperymentów Johna Moneya z lat 60., a zwłaszcza w odniesieniu do sprawy Davida Reimera – chłopca z uszkodzonymi narządami płciowymi, którego ów naukowiec miał krzywdzić (według relacji samego Reimera i jego rodziny) narzucając chłopcu żeńskiej tożsamości w celu udowodnienia swoich tez o płci kulturowej. W Polsce określenie weszło do powszechnego użycia w okolicach 2012 roku. Drugie z określeń tego zjawiska, ideologia LGBT, rozpowszechniło się w Polsce w 2019 roku za sprawą kampanii politycznej partii Prawo i Sprawiedliwość, która nazwała w ten sposób  postulaty równouprawnienia osób LGBT. Zwłaszcza to drugie określenie wzbudza kontrowersje, osoby używające go były wielokrotnie oskarżane o odczłowieczanie osób LGBT i przypisywanie im działania przeciwko społeczeństwu. W niektórych polskich miejscowościach przyjęto uchwały o strefach wolnych od ideologii LGBT.
Dziennikarka witryny Quartz Ana Campoy jest zdania, że to, co nazywane jest ideologią LGBT lub ideologią gender, w gruncie rzeczy nie spełnia kryteriów ideologii. Według badaczy analizujących terminy takie jak „ideologia gender” czy tzw. „homoseksualna agenda”, byty te nie istnieją poza propagandową retoryką anty-LGBT, a sugerowanie, że istnieją bywa określane jako forma teorii spiskowej.
Z drugiej strony, określenie to zostało zaakceptowane także przez część osób o poglądach liberalnych i lewicowych, które nadały mu pozytywny wydźwięk poprzez przekonywanie, że ideologia LGBT ma się opierać na promocji tolerancji, równouprawnienia i empatii wobec mniejszości seksualnych.

## Postulaty
W opinii osób o poglądach prawicowych, ideologia ruchów LGBT ma się opierać na przekonaniu, iż osoby homoseksualne, biseksualne, transpłciowe oraz szereg innych mniejszości seksualnych było w przeszłości traktowanych skrajnie niesprawiedliwie i, w związku z tym, zasługują one nie tylko na tolerancję, ale także na afirmację, promowanie ich widoczności oraz kultury gejowskiej. Zdaniem konserwatystów ruchy LGBT przejęły także wiele postulatów innych środowisk kojarzonych z lewicą i obyczajowym liberalizmem, np. ruchów feministycznych i marksistowskich. Konserwatyści twierdzą, że współczesny ruch LGBT i jego ideologia rozwinął się w latach 60. XX wieku, a jego zalążki można znaleźć już w teoriach formułowanych w dwudziestoleciu międzywojennym przez ówczesnych seksuologów, psychoanalityków i działaczy politycznych. Według konserwatystów szerszym celem tego ruchu jest nie tylko równouprawnienie mniejszości homoseksualnej i transpłciowej, ale także szeregu innych grup, takich jak fetyszyści, pedofile czy prostytutki. Cel ten miałby się osiągnąć poprzez laicyzację społeczeństwa, stygmatyzowanie i cenzurowanie poglądów konserwatywnych i katolickich jako faszystowskich i opresyjnych lub nienawistnych.
Wielu konserwatystów utożsamia ideologię LGBT nie tyle ze zjawiskiem samego homoseksualizmu, ale bardziej ze swego rodzaju skrajnie liberalną obyczajowo ideologią promocji seksu oraz wszelkich niestandardowych lub rzadkich preferencji seksualnych, zarówno mniejszościowych orientacji seksualnych jak i fetyszy, ekshibicjonizmu, pornografii etc. Niektórzy utożsamiają ideologię gender i liberalizm obyczajowy z libertynizmem. Według nich przejawem tego zjawiska ma być m.in. podejście do seksu jako do formy rozrywki, ekshibicjonistyczne incydenty zdarzające się podczas parad LGBT oraz finansowanie parad przez seksbiznes i wielkie korporacje.
Wśród postulatów tak rozumianej ideologii ma się znajdować m.in. pełne równouprawnienie osób LGBT, wprowadzenie kar za wszelką krytykę organizacji zrzeszających osoby LGBT, normalizacja używania niestandardowych zaimków wobec osób transpłciowych i niebinarnych, wprowadzenie do szkół edukacji seksualnej obejmującej tematykę LGBT, seksualizacja społeczeństwa.
Dowodami podawanymi przez osoby o poglądach konserwatywnych na istnienie tak opisywanej ideologii mają być liczne prowokacje lub akcje bezpośrednie popełniane przez aktywistów LGBT (niekiedy mające charakter wandalizmu lub profanacji), wspomaganie organizatorów parad LGBT przez wielkie koncerny, a także zapraszanie na owe imprezy fetyszystów, ekshibicjonistów, drag queen i pracowników seksualnych.
Zdaniem Jacka Bartyzela postulaty ruchów LGBT spełniają co najmniej kilka przesłanek ideologii:
- Ruch na rzecz LGBT i jego postulaty są częścią ruchów emancypacyjnych (równościowych) kojarzonych z lewicą.
- Postulowanie radykalnej zmiany stosunków społecznych, prawnych i politycznych poprzez m.in. penalizację zachowań i głoszenia poglądów przeciwnych ruchowi, zmianę definicji małżeństwa, moralności etc.
- Deklaracje ruchu, że występuje on w imieniu osób nieheteronormatywnych, podczas gdy wiele osób LGBT się z nim nie utożsamia.
- Wrogość wobec istniejącego porządku społecznego.
- Posługiwanie się specyficznymi symbolami oraz językiem (nowomową)[50].

Według innych myślicieli konserwatywnych ideologia prezentowana przez ruchy LGBT nie wywodzi się z lewicy, jak powszechnie jest to przyjmowane w środowiskach prawicowych, ale z radykalnego liberalizmu, globalizmu i postmodernizmu. Myśliciele konserwatywni prezentujący takie stanowisko zwracają uwagę na to, że większość działaczy ruchów LGBT nie prezentuje stanowiska typowo marksistowskiego, zamiast tego głosząc wolność obyczajową, ideę globalnych praw obywatelskich oraz relatywizm (np. niezdecydowanie co do liczby płci i tożsamości płciowych), co jest bardziej właściwe dla liberalizmu i postmodernizmu aniżeli lewicy. W wielu państwach (zazwyczaj byłego bloku wschodniego) niektóre partie lewicowe lub lewicowo-narodowe sprzeciwiają się postulatom ruchów LGBT głosząc konserwatyzm obyczajowy. Przykładami takich partii są np. partia SMER na Słowacji, Komunistyczna Partia Federacji Rosyjskiej czy partia BSP w Bułgarii. Zarówno Karol Marks jak i Fryderyk Engels byli zdecydowanie wrogo nastawieni do homoseksualizmu.

## Pojęcia pokrewne

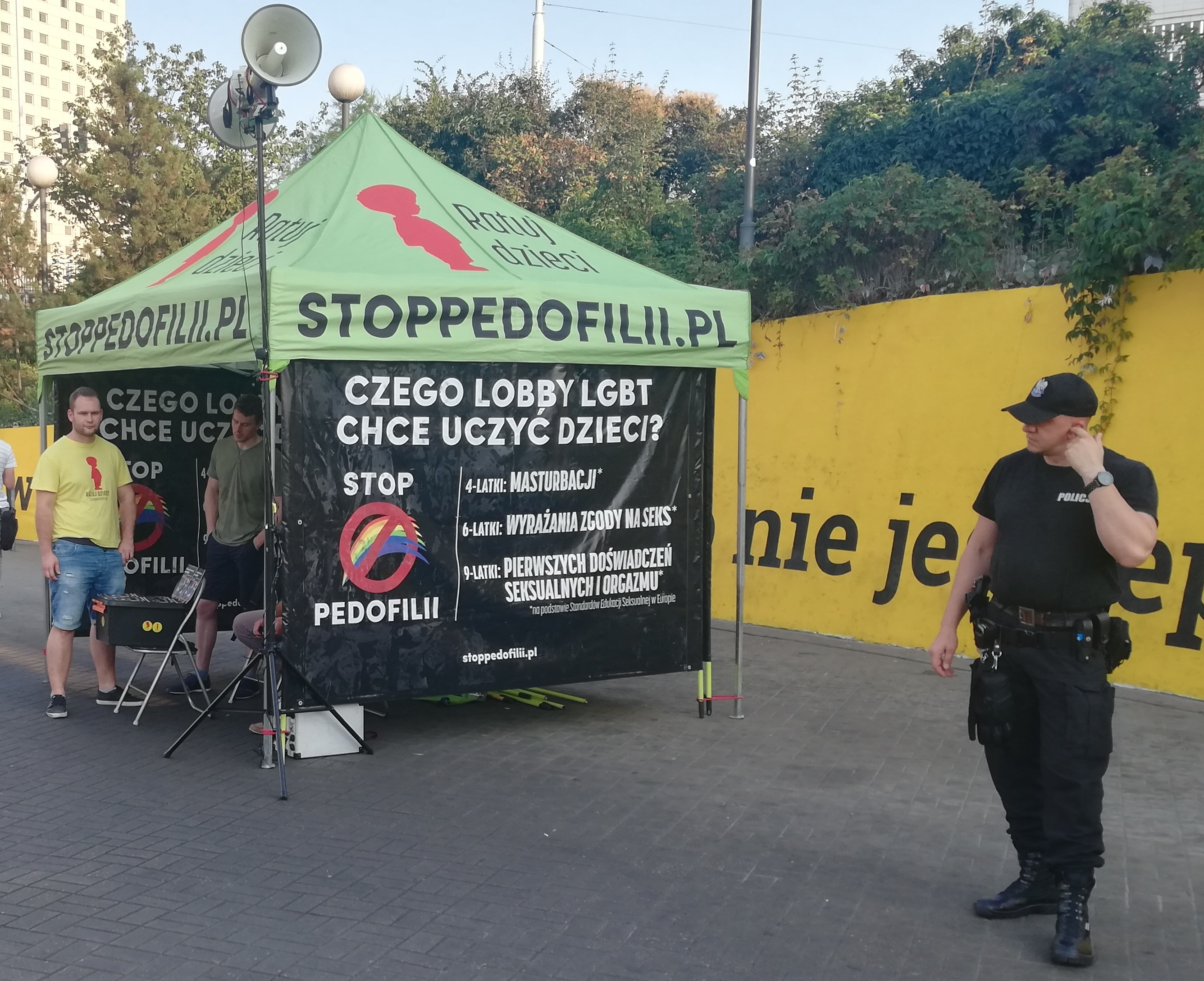
Protest przeciwko kompleksowej edukacji seksualnej, utożsamiający homoseksualizm z pedofilią.

Promocja homoseksualizmu to grupa zachowań uważanych przez niektórych przeciwników praw gejów za realizowane w środkach masowego przekazu, miejscach publicznych itp. Określenie „homoseksualna propaganda” bywa odnoszone do podobnych zachowań. Wiąże się to z przekonaniem, że lesbijki, geje, osoby biseksualne i transpłciowe (LGBT) angażują się w celowe próby przekonania osób heteroseksualnych do przyjęcia „gejowskiego stylu życia”, a zwłaszcza zajmują się indoktrynacją dzieci. Zwolennicy tych oskarżeń wskazują na „dewiacyjną” i „prymitywną” edukację seksualną jako dowód. Tego rodzaju zarzuty były wykorzystywane jako argument przeciwko zinstytucjonalizowanym programom prewencji HIV, przepisom zapobiegającym nękaniu, ustawom antydyskryminacyjnym, szkolnym dyskusjom na temat feminizmu i praw LGBT, a także przeciwko tworzeniu programów szkolnych typu Gay-Straight Alliance czy Tęczowy Piątek. Zwolennicy tego mitu powołują się na niezdolność par tej samej płci do reprodukcji jako motywację do werbunku.
Przekonanie to jest powszechnie opisywane przez socjologów i psychologów jako homofobiczny mit, mający na celu wzbudzenie strachu. Wielu krytyków uważa, że określenie to promuje mit, jakoby homoseksualiści byli pedofilami.

### Ideologia gender

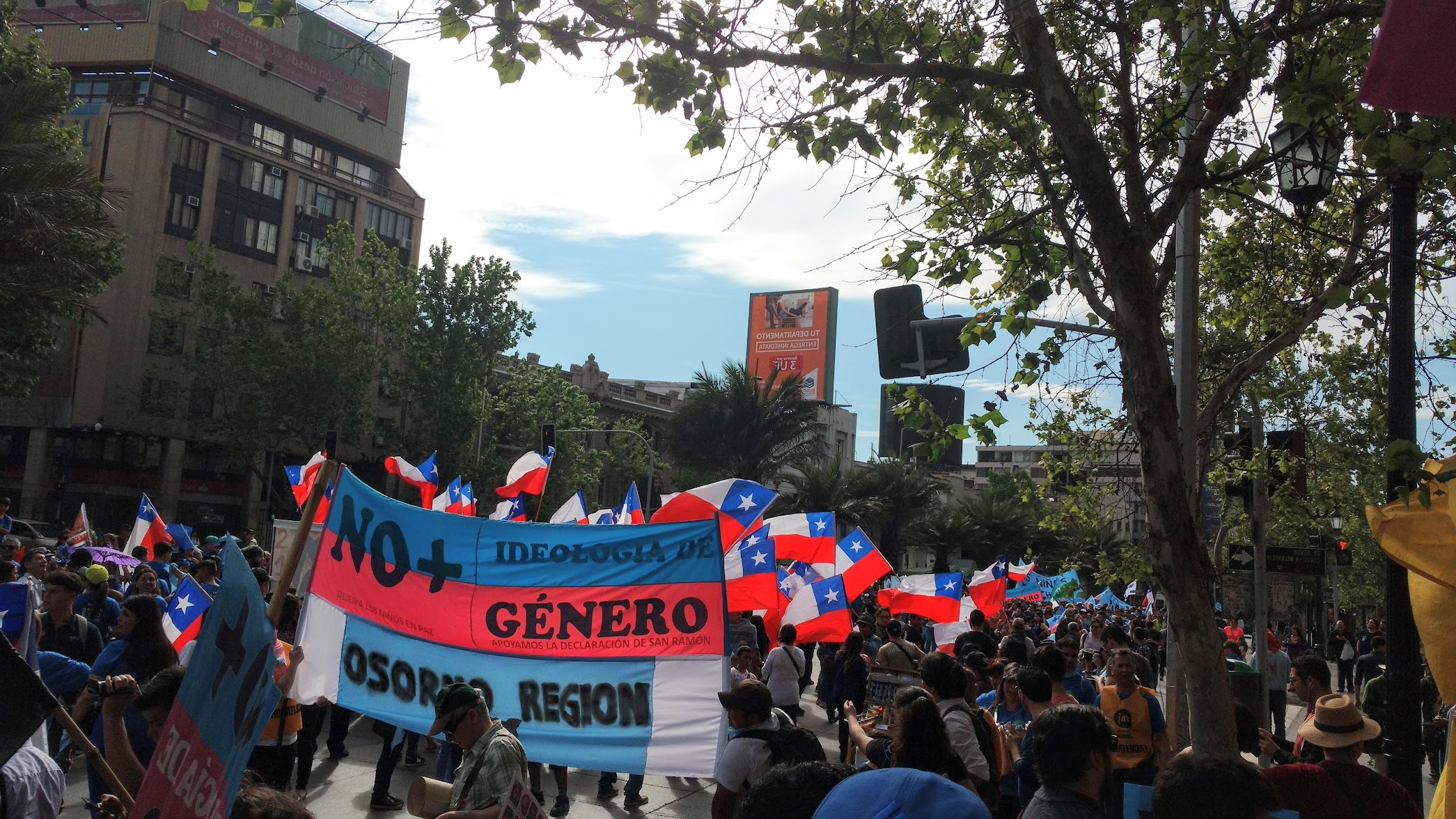
Marsz przeciwko ideologii gender w Chile w 2018 roku.

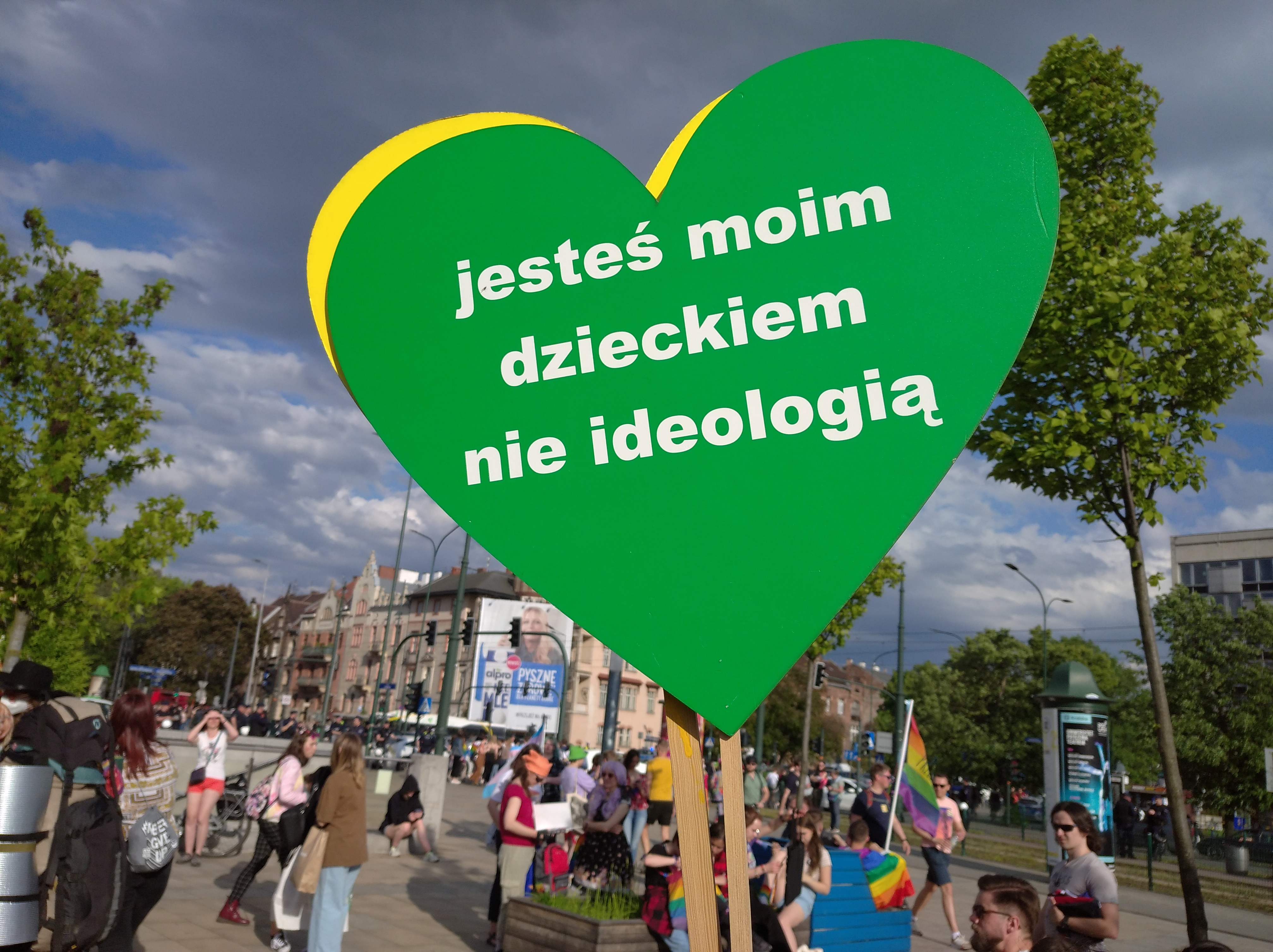
Tabliczka przeciwko określeniu „ideologia LGBT” niesiona na marszu równości w Krakowie (2022).

Chociaż określenia „ideologia LGBT” i „ideologia gender” bywają używane zamiennie, to jednak pojęcie ideologii gender skupia się przede wszystkim wokół kwestii osób transpłciowych. Określenie „gender” odnosi się do pojęcia płci kulturowej, na którą składa się tożsamość płciowa, przyjmowane role płciowe oraz ekspresja płciowa. Zdaniem wielu ekspertów tzw. płeć kulturowa nie musi być zgodna z płcią biologiczną. Według środowisk prawicowych wprowadzenie pojęcia gender miało służyć „podważeniu tradycyjnych norm i wartości”.
W 1997 roku pojęcie ideologii gender zyskało na popularności wraz z publikacją The Gender Agenda Dale’a O’Leary’ego. Ten wpływowy tekst utrzymywał, że zastąpienie słowa „płeć” słowem „gender”, w takich międzynarodowych przestrzeniach jak ONZ, było częścią globalnego feministycznego planu likwidacji rodziny i przekształcenia społeczeństwa.
Według między innymi organizacji Human Life International ideologia gender „pojawiła się w minionym stuleciu w związku z atakami na zależność między płcią biologiczną a tożsamością płciową. Ideologia gender polega na zaprzeczaniu, że różnice między mężczyznami i kobietami mają naturalne i biologiczne podstawy. Zamiast tego podejście to proponuje, aby te różnice były owocem konstrukcji społecznej i kulturowej. Utrzymuje ona, że społeczeństwo i kultura narzucają mężczyznom i kobietom odpowiednie role, z których żadna nie odzwierciedla naturalnych różnic między płciami. Z tego błędnego założenia jej zwolennicy twierdzą, że płeć sama w sobie jest biologiczna, ale tożsamość płciowa jest tym, co człowiek decyduje się przyjąć. Dlatego też może istnieć wiele różnych «płci», lista potencjalnie tak obszerna jak liczba ludzi zamieszkujących planetę”.

## Konsekwencje
Zdaniem wielu osób przekonanie o istnieniu ideologii LGBT, ideologii gender lub homoseksualnej agendy wiąże się z szerzeniem dezinformacji na temat osób LGBT oraz z podsycaniem homofobii, transfobii i strachu przed osobami LGBT. W ramach walki z propagowaniem tzw. ideologii LGBT często walczy się z wprowadzeniem do szkół kompleksowej edukacji seksualnej oraz programów antydyskryminacyjnych.

### Strefy wolne od ideologii LGBT

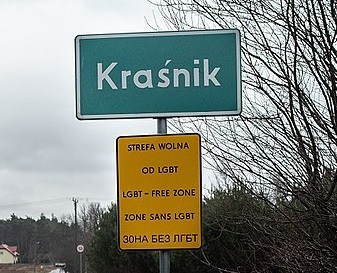
Jeden ze znaków „Strefa wolna od LGBT” umieszczonych przez działacza społecznego Barta Staszewskiego przy wjeździe do miejscowości w celu nagłośnienia uchwał

Od 2019 roku różne samorządy w Polsce podpisują uchwały i deklaracje, w których stwierdzają, że są wolne od tzw. ideologii LGBT. Zwolennicy uchwał twierdzą, że są one wyrazem sprzeciwu wobec tzw. ideologii LGBT, która ma w ich opinii dążyć do zniszczenia ich wartości, takich jak tradycyjna rodzina, którą w ich rozumieniu jest tylko związek kobiety i mężczyzny.
Uchwały te nie mają skutków prawnych i uważane są przede wszystkim za symboliczne, jednak nadały homofobii oficjalny status i radni samorządów interpretują ją jako podstawę homofobicznej dyskryminacji lub też zatrzymania inicjatyw mających na celu zaadresowanie problemu homofobii i dyskryminacji mniejszości. Parlament Europejski w rezolucji stwierdził, że „utworzenie stref wolnych od LGBTI, nawet jeśli nie polega na wprowadzaniu fizycznych barier, stanowi środek skrajnie dyskryminujący, który ogranicza przysługującą obywatelom UE swobodę przemieszczania się”.
Do 30 września 2019 roku różnego rodzaju uchwały, deklaracje i stanowiska dotyczące „ideologii LGBT” przyjęły: 24 gminy, 18 powiatów oraz 4 województwa. W styczniu 2020 łącznie regiony, w których przyjęto Samorządową Kartę Praw Rodzin bądź uchwałę ustanawiającą strefę wolną od LGBT zajmowały ponad 30% obszaru Polski.